# Université de Wakayama
L'Université de Wakayama (和歌山大学, Wakayama Daigaku, couramment abrégée en Wadai, 和大) est une université nationale japonaise, située à Wakayama dans la préfecture de Wakayama

## Composantes
L'université est structurée en facultés de 1er cycle (学部, gakubu), qui ont la charge des étudiants de 1er cycle universitaire, et en facultés de cycles supérieurs (研究科, kenkyūka), qui ont la charge des étudiants de 2e et 3e cycle universitaire.

### Facultés de1ercycle
L'université compte 4 facultés de 1er cycle (学部, gakubu).
- Faculté d'éducation
- Faculté d'économie
- Faculté d'ingénierie des systèmes
- Faculté de tourisme

### Facultés de cycles supérieur
L'université compte 3 facultés de cycles supérieurs (研究科, kenkyūka).
- Faculté d'éducation
- Faculté d'économie
- Faculté d'ingénierie des systèmes